# Iglesia de la Encarnación (Albolote)
La iglesia de la Encarnación es una iglesia parroquial de la localidad española de Albolote, Granada.

## Historia
De finales del siglo XVI, se levantó en 1580 tras el derribo del anterior templo. 
Declarada Monumento Histórico Artístico en 1981.

## Descripción

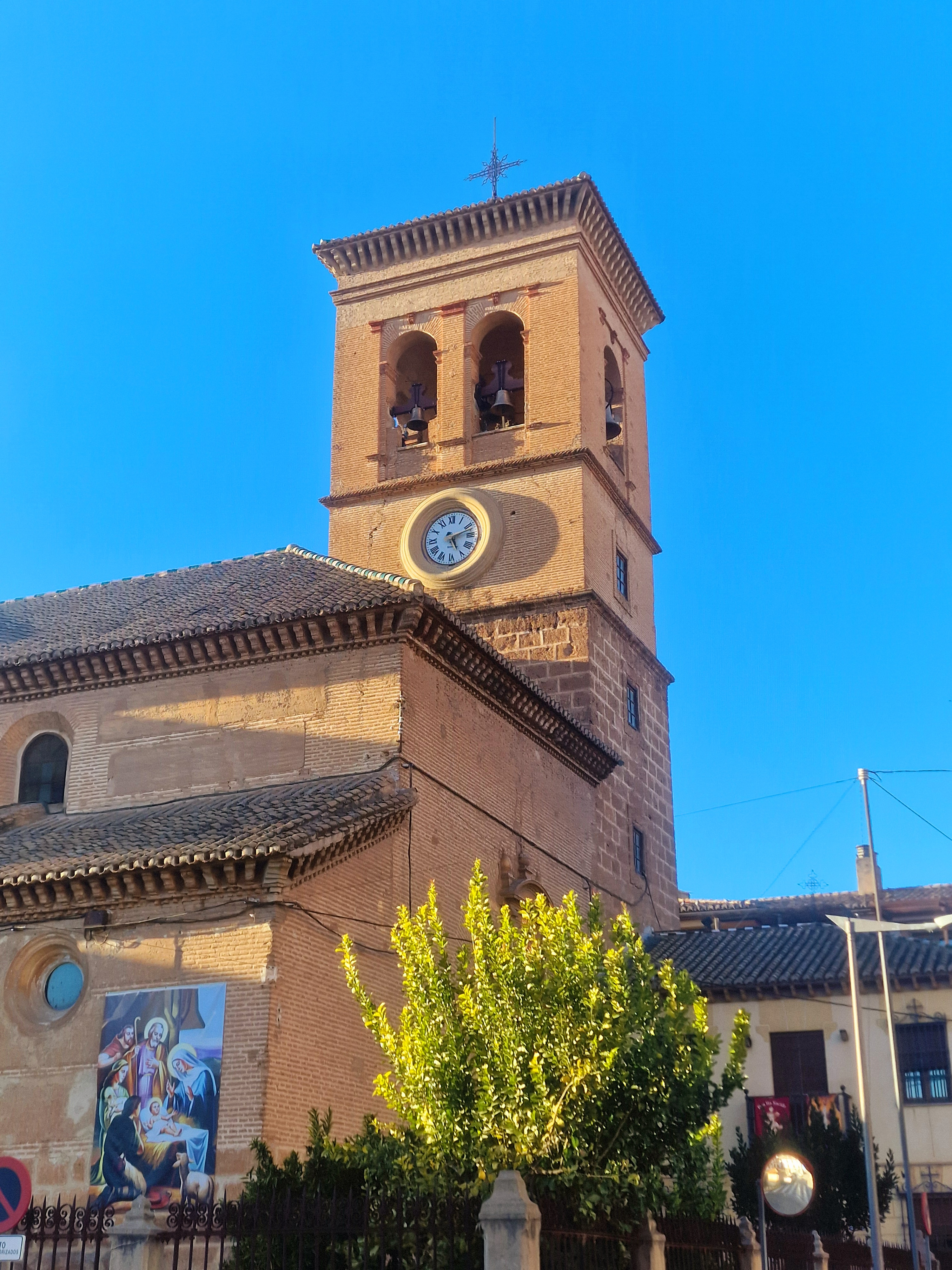
Campanario de la Iglesia de la Encarnación

Diseñada por Alonso de Vico, de estilo mudéjar, su planta es rectangular, consta de tres naves separadas por pilares cruciformes. La nave central esta cubierta por un artesonado de tirantes con racimos dorados, mientras la capilla mayor lo hace con un artesonado de rica lacería, y las laterales con bóvedas de crucería.
El retablo mayor se debe a los maestros Pablo de Rojas, Bernabé de Gaviria y Martín de Aranda.